# Katherine Mansfield
Katherine Mansfield, pseudónimo de Kathleen Beauchamp (Wellington, Nueva Zelanda, 14 de octubre de 1888-Fontainebleau, Francia, 9 de enero de 1923), fue una escritora neozelandesa. Se la considera una importante figura del modernismo literario. 

## Biografía
Kathleen Bowden Murray nació como Kathleen Beauchamp el 14 de octubre de 1888 en una familia socialmente prominente de origen colonial, en Wellington, Nueva Zelanda. Vivió con sus padres, dos hermanas, una abuela y dos tías adolescentes. Su padre era banquero y primo de la escritora Elizabeth von Arnim. Llegó a presidente del Banco de Nueva Zelanda y fue nombrado caballero. La madre era muy controladora, por lo que Kathleen fue criada por su abuela. Su madre quería tener un hijo y al nacer niña provocó que le estuviera constantemente indicando que era un "accidente", mostrando nulo interés por ella. En 1893, la familia se mudó a un área rural, donde pasó los mejores años de su infancia y donde nació su hermano Leslie.  
En 1898, la familia volvió a Wellington y ella publicó su primera historia en la revista del colegio. En 1902, se enamoró de su profesor de violonchelo, pero no fue correspondida. Se sentía rechazada por sus vecinos, por lo que decidió pedirle a sus padres que la enviaran a estudiar a Londres. Sus padres se oponían, pero tras mucha insistencia la dejaron marcharse, junto a sus dos hermanas, al Queen's College de Oxford. Además de ir a clases escribía también para la revista y recibía clases de violonchelo. En esa época conoció a la que se convertiría en su amante, también escritora, Ida Baker. Pero cuando terminó sus estudios sus padres le ordenaron que regresara a Wellington. Cuando volvió, se arrepintió de haber vuelto, ya que no le gustaba la vida en Wellington, un lugar que consideraba provinciano y alejado del mundo inglés, y regresó a Londres en 1908. A partir de entonces y durante el resto de su vida, su padre le envió una pensión anual de 100 libras esterlinas.
Para entonces, en 1908, se había convertido en una buena violonchelista que quería dedicarse profesionalmente a la música, pero su padre no se lo permitió y nunca lo hizo realidad. Rápidamente se convirtió en una bohemia, como muchos artistas de su época, y conoció a Garnet Trowell; sin embargo, los padres de este se opusieron a la relación y esta terminó pese a que ella estaba embarazada. Conoció a un profesor de canto once años mayor que ella, George Bowden, con el que se casó precipitadamente y al que abandonó la noche de bodas. Cuando informó a sus padres de su embarazo, su madre, Annie, fue a Londres y se la llevó a Bad Wörishofen, en Baviera, con la intención de mantener el embarazo en secreto y su relación lesbiana, ya que su madre conocía su relación con Baker.
Mientras estaba en el balneario alemán, sufrió un aborto natural y perdió al bebé. Volvió a Londres en enero de 1910 y ya no volvió a ver a su madre. Allí publicó 12 historias en New Age. También mantuvo una relación con la mujer de su jefe, Beatrice Hastings. Más tarde, estas historias fueron publicadas en un libro con el título de En una pensión alemana, pero tuvo poco éxito. A pesar de eso, envió una historia a la revista Rythym, pero fue rechazada por el editor, John Middleton Murry, quien le pidió algo más "oscuro". En 1911 ambos empezaron una relación que llegó a matrimonio en 1918, pero fue una relación compartida con Baker. Contrajo gonorrea, que le provocó artritis para el resto de su vida. En 1912 la revista tenía muchas deudas, ya que el socio de Murry se había ido con parte del dinero ganado y Mansfield abandonó a Murry y a Baker y se fue a vivir a Francia, con otro hombre, aunque esta relación no funcionó y volvió a Londres. En febrero de 1915, su hermano Leslie llegó a Londres, para formarse como oficial. Murió en el frente en octubre de ese año.
La muerte de su hermano la dejó muy afectada, por lo que empezó a refugiarse en sus recuerdos de la infancia, cuando vivía en Nueva Zelanda. A principios de 1916 entró en su época más productiva y su relación con Murry mejoró. En diciembre de 1917, enfermó de tuberculosis, por lo que empezó a viajar por toda Europa buscando una cura para la enfermedad. Sin embargo, su salud empeoró y tuvo una fuerte hemorragia de la que logró recuperarse, en marzo de 1918. En abril se divorció de George Bowden, y se casó con Murray, aunque se separaron dos semanas después.
Publicó su segundo libro de historias, Preludio. Durante el invierno de 1918, ella e Ida Baker vivían en un pueblo en San Remo, en Italia, donde Murry llegó para pasar las Navidades. Mientras estaba en Italia recibió la visita de su padre, que había enviudado recientemente. Comenzó a buscar desesperadamente cura para la tuberculosis, incluso con algunos métodos poco ortodoxos.
En 1920 publicó su tercer libro con historias Por favor, que fue un gran éxito. En 1921, se trasladó a Suiza, donde escribió El viaje. Un año después publicó su cuarto libro de historias, La fiesta en el jardín. Viajó a París, donde se alojaba en un balneario cerca de Fontainebleau, allí fue visitada por Murry el 9 de enero de 1923. En la tarde de ese día sufrió una segunda hemorragia pulmonar que le provocó la muerte a los 34 años.
Murry recogió todos sus escritos y se los llevó a Londres, para publicarlos. Preparó una serie de historias y las publicó en un libro titulado El canto del cisne ese mismo año. Al año siguiente hizo lo mismo con otras historias en un libro titulado Algo infantil. Posteriormente publicó también su diario Diario de Katherine Mansfield (1927) y Cartas de Katherine Mansfield (1928).

## Trayectoria
Al igual que Virginia Woolf, con quien mantuvo una relativa amistad, Mansfield, en sus relatos, quería describir la vida cotidiana y las relaciones sociales en las clases medias cultivadas, a las que ambas pertenecían. Pero, por sobre todo, quería ver qué había debajo de esa bonanza. Podía ser algo dramático, la muerte, el término del amor o algo impreciso, un secreto. Combinó, entonces, hermosura y espanto, lo mezquino con lo sublime. Para ello, reflejó la belleza existente en toda vida humana.
Sabiéndose ya enferma tenía miedo de dejar solo esbozos, fragmentos y borradores de lo que agitaba su mente, como dejó escrito en sus diarios.

## Obras

### Colecciones de relatos
- En un balneario alemán (In a German Pension, 1911)
- Felicidad y otros cuentos (Bliss and Other Stories, 1920)
- Fiesta en el jardín y otros cuentos (The Garden Party and Other Stories, 1922)
- El nido de la paloma y otros cuentos (The Doves' Nest: and Other Stories, 1923), obra póstuma
- Algo infantil y otros cuentos (Something Childish and Other Stories, 1924), obra póstuma

### Relato
- Preludio (Prelude, 1918). Formaría parte dos años después de la segunda colección de relatos de la autora, Felicidad y otros cuentos.

### Novela
- El aloe (The Aloe, 1930), obra póstuma. Versión extendida de su relato "Preludio".

### Poesía
- Poems (1923). En español se han publicado antologías como El pájaro herido y otros poemas (2022) y La criatura terrestre y otros poemas (2023).

### Otras
- Diario (The Journal of Katherine Mansfield, 1927)
- Cartas (The Letters of Katherine Mansfield, 1928)